# Livonia (Michigan)
Livonia – miasto w Stanach Zjednoczonych, w stanie Michigan. Około 96,7 tys. mieszkańców (2006). Zaliczane do obszaru metropolitalnego Detroit—Warren—Livonia mającego 4,45 mln mieszkańców (2000).